# ナブール
ナブール（アラビア語: نابل, 英語: Nabeul）は、チュニジア北東部、ボン岬半島南東部にあるナブール県の県都。地中海に南面した沿岸都市。人口はおよそ5万6千人。

## 姉妹都市･提携都市
姉妹都市
- アル・ジャディーダ、モロッコ王国･カサブランカ･セタット地方･アル･ジャディーダ州 1985年
- モンテリマール、フランス共和国･オーヴェルニュ･ローヌ･アルプ地方･ドローム県 2001年
- 瀬戸市、日本国･中部地方･愛知県 2004年
- アダナ、トルコ共和国･地中海地方･アダナ県 2012年
- マルベーリャ、スペイン王国･アンダルシア州マラガ県

座標: 北緯36度27分15秒 東経10度44分5秒 / 北緯36.45417度 東経10.73472度